# Hans Karl Heuberger
Hans Karl Heuberger (* 28. Oktober 1790 in Neuwied; † 8. Oktober 1883 ebenda) war ein   preußischer Landrat und Oberregierungsrat.

## Leben und Herkunft
Hans Karl Heuberger war ein Sohn des Oberregierungsrats Johann Wilhelm Eberhard Heuberger (1767–1849) und dessen Ehefrau Caroline, geborene Schüller. Nach Ende seiner schulischen Ausbildung war er ab 1809 unbesoldeter Supernumerar (Beamtenanwärter) der Mairie Wesel, 1812/13 Bürochef bei der Präfektur des Ober-Ems-Departments Osnabrück sowie ab dem 20. Februar 1813 zugleich Steuerempfänger der Land-Mairie Osnabrück. Ab 1814 war er expedierender Sekretär des Generalgouvernement Nieder- und Mittelrhein, ab dem 8. Mai 1817 Kreissekretär in Lippstadt und desgleichen nach seiner Versetzung auch in Neuwied. Am 24. April 1822 wurde er Fürstlich Wiedischer Polizei- und Regierungsrat sowie Leiter der Verwaltung des standesherrlich fürstlich Wied-Neuwiedischen Gebietes. Am 8. Juli 1825 erhielt er seine Ernennung zum Landrat des Kreises Adenau per Allerhöchster Kabinettsorder, der am 31. August 1825 die Amtseinführung folgte. Mit einer weiteren Allerhöchsten Kabinettsorder (AKO) vom 11. November 1828 wurde er zum 5. März 1829 als Landrat in den Landkreis Sankt Goar versetzt. Am 17. April 1848 wurde er wegen seiner liberalen Haltung beurlaubt und am 24. August 1848 auf eigenen Antrag zum 1. Juli pensioniert.

## Ergänzende Biografie
In Sankt Goar ließ er die Kreisstraße sowie weitere Verbindungsstraßen ausbauen. Weil ihn seine Tätigkeit als Landrat nicht ausfüllte, scharte er Künstler, Dichter und Schriftsteller um sich, woraus sich der sogenannte „Kreis Heuberger“ entwickelte. Unter ihnen befanden sich Karl Baedeker, Emanuel Geibel, Justinus Kerner und Hans Christian Andersen.

## Familie
Heuberger heiratete am 28. September 1819 in Lippstadt Agnes Lisetta Margaretha Zurhelle (* 20. März 1794 in Lippstadt; † 19. Januar 1829 in Adenau), Tochter des Kaufmanns und ehemaligen Bürgermeisters von Lippstadt Diedrich Heinrich Andreas Zurhelle und dessen Ehefrau Anna Zurhelle, geborene Delhaes.